# De Edson para Hudson
De: Edson para: Hudson é um álbum de estúdio da dupla sertaneja Edson & Hudson, lançado em 2014 pela Radar Records. O álbum contém a participação da dupla Ataíde & Alexandre na música "Ninguém Me Espera Pra Dormir. 

## Antecedentes e gravação
O projeto estava sendo trabalhado durante o período em que Hudson estava afastado dos palcos por estar internado devido ao vício de drogas e álcool. Mesmo assim, Edson e a equipe queriam que Hudson cantasse e participasse da gravação do CD, e para isso acontecer eles montaram um estúdio na própria clínica para que ele pudesse gravar suas partes, e ele ainda ajudou na escolha do repertório. O projeto então foi trabalhado em duas etapas, uma gravada na Gravodisc e a outra na clínica. O título "De: Edson para: Hudson" retrata uma homenagem entre irmãos.

## Faixas
1. "Coração Sangrado"
2. "Cadê Seu Amor (Paixão na Cabeça é Pedra)"
3. "Pra Conquistar Uma Mulher"
4. "Que Papelão"
5. "Superação"
6. "Louco Sonhador"
7. "É Meu Mel"
8. "Viver a Vida (Vivir La Vida)"
9. "Todo Sentimento"
10. "Dez Corações"
11. "Estou Pensando em Nós Dois"
12. "É Tão Lindo Amar"
13. "Para Tudo"
14. "Amor Gemidinho"
15. "Ninguém Me Espera Pra Dormir (Part. Ataíde & Alexandre)
16. "Amor de Jesus" (Faixa Bônus)